# 柴田光義
柴田 光義（しばた みつよし、1953年11月5日 - ）は、日本の経営者。古河電気工業社長、会長を務めた。東京都出身。

## 経歴・人物
1977年に東京大学工学部を卒業し、同年に古河電気工業に入社した。2009年に執行役員常務に就任し、2010年に取締役を兼務し、2012年4月に社長に就任。2017年4月に会長に就任。2024年11月に旭日重光章を受章した。